# Challenger de Vicenza 2024
El torneo Internazionali di Tennis Città di Vicenza 2024, denominado por razones de patrocinio Trofeo Fl Service - CittÀ Di Vicenza fue un torneo de tenis perteneció al ATP Challenger Tour 2024 en la categoría Challenger 75. Se trató de la 9ª edición; el torneo tuvo lugar en la ciudad de Vicenza (Italia), desde el 27 de mayo hasta el 2 de junio de 2024 sobre pista de tierra batida al aire libre.

## Jugadores participantes del cuadro de individuales
| Preclasificado | País                  | Jugador                 | Rank1 | Posición en el torneo |
| 1              | Bandera de Italia     | Francesco Passaro       | 133   | Semifinales           |
| 2              | Bandera de Hungría    | Zsombor Piros           | 154   | Primera ronda         |
| 3              | Bandera de Chile      | Tomás Barrios           | 157   | Cuartos de final      |
| 4              | Bandera de Kazajistán | Denis Yevseyev          | 167   | Primera ronda         |
| 5              | Bandera de Argentina  | Marco Trungelliti       | 169   | FINAL                 |
| 6              | Bandera de Argentina  | Genaro Alberto Olivieri | 188   | Segunda ronda         |
| 7              | Bandera de Ucrania    | Vitaliy Sachko          | 192   | Primera ronda         |
| 8              | Bandera de Italia     | Stefano Travaglia       | 194   | Segunda ronda         |

- 1 Se ha tomado en cuenta el ranking del 20 de mayo de 2024.

### Otros participantes
Los siguientes jugadores recibieron una invitación (wild card), por lo tanto ingresan directamente al cuadro principal (WC):
- Jacopo Berrettini
- Lorenzo Carboni
- Marco Cecchinato

Los siguientes jugadores ingresan al cuadro principal tras disputar el cuadro clasificatorio (Q):
- Federico Arnaboldi
- Giovanni Fonio
- Vilius Gaubas
- Federico Iannaccone
- Alibek Kachmazov
- Samuel Vincent Ruggeri

## Campeones

### Individual Masculino
- Tseng Chun-hsin derrotó en la final a  Marco Trungelliti por 6–3, 6–2

### Dobles Masculino
- Vladyslav Manafov /  Patrik Niklas-Salminen derrotaron en la final a  Andre Begemann /  Niki Kaliyanda Poonacha por 6–3, 6–4